# Ермаковское сельское поселение (Крым)
Ермаковское се́льское поселе́ние (укр. Єрмаківське сільське́ посе́лення, крымскотат. Totay köy yurtu, Тотай кой юрту)) — муниципальное образование в Джанкойском районе Республики Крым России.
Административный центр — село Ермаково.

## География
Расположено в северной части Джанкойского района, в степной зоне полуострова, на южном побережье Сиваша.
Площадь 110 км², из которых 36 км² — воды Сиваша.

## История
1 апреля 1977 года был образован Ермаковский сельский совет.
Статус и границы Ермаковского сельского поселения установлены Законом Республики Крым от 5 июня 2014 года № 15-ЗРК «Об установлении границ муниципальных образований и статусе муниципальных образований в Республике Крым».

## Население
| 2001  | 2014  | 2015  | 2016  | 2017  | 2018  | 2019  |
| ----- | ----- | ----- | ----- | ----- | ----- | ----- |
| 3102  | ↘2781 | ↗2786 | ↘2752 | ↘2730 | ↘2693 | ↘2651 |
| 2020  | 2021  |       |       |       |       |       |
| ↘2635 | ↘2575 |       |       |       |       |       |

## Состав
В состав сельского поселения входят 7 населённых пунктов:
| № | Населённый пункт | Тип населённого пункта       | Население |
| - | ---------------- | ---------------------------- | --------- |
| 1 | Ветвистое        | село                         | ↘62       |
| 2 | Ермаково         | село, административный центр | ↘909      |
| 3 | Копани           | село                         | ↘71       |
| 4 | Островское       | село                         | ↗126      |
| 5 | Придорожное      | село                         | ↘555      |
| 6 | Солёное Озеро    | село                         | ↘838      |
| 7 | Столбовое        | село                         | ↘220      |